# Ребека Блек
Ребека Блек (на английски: Rebecca Renee Black, родена на 21 юни 1997) е американска певица, най-известна с песента си „Friday“ (Петък), която е сред най-нехаресваните видеа в YouTube. Тя има английски и мексикански корени.

## Личен живот
През април 2020 г. тя се определя като куиър, добавяйки, че „сексуалността е спектър“ по време на гостуването си в подкаст.

## Дискография
EP албуми
- RE / BL (2017)
- Rebecca Black Was Here (2021)

Сингли
- Friday (2011)
- My Moment (2011)
- Person of Interest (2011)
- Sing It (2012)
- In Your Words (2012)
- Saturday (2013)
- The Great Divide (2016)
- Foolish (2017)
- Heart Full of Scars (2017)
- Scream (с Сондрей) (2017)
- Satellite (2018)
- Anyway (2019)
- Do You? (2019)
- Sweetheart (2019)
- Self Sabotage (2020)
- Closer (2020)
- Alone Together (с Брет Флеминг, Кристина Хъндли, Алфонсо Мърфи и Марлана Ванхуз) (2020)
- Girlfriend (2021)
- Friday (Remix) (с участието на 3OH!3, Биг Фридия и Дориан Електра) (2021)
- Personal (2021)
- Worth It for the Feeling (2021)
- Read My Mind (със Slayyyter) (2021)